# Super Bowl LVI
Il Super Bowl LVI è stata la 56ª edizione del Super Bowl, la finale del campionato della National Football League. È stata vinta dai campioni della National Football Conference, i Los Angeles Rams, al SoFi Stadium di Inglewood, California, che hanno sfidato i campioni della American Football Conference, i Cincinnati Bengals. È stata l'ottava finalissima ad essere giocata nell'area di Los Angeles, la prima dal Super Bowl XXVII tenutosi al Rose Bowl di Pasadena nel 1993 e la prima in assoluto a Inglewood. La gara è stata trasmessa negli Stati Uniti dalla NBC, in Italia su Rai 1 e DAZN.
I Rams hanno vinto il loro secondo Super Bowl e il primo con sede a Los Angeles, alla loro quinta apparizione. La loro ultima vittoria risaliva al Super Bowl XXXIV come St. Louis Rams e l'ultima apparizione nel Super Bowl LIII nel 2019. I Bengals erano alla ricerca della prima vittoria del Super Bowl e alla loro terza apparizione. L'ultima fu nel Super Bowl XXIII nel 1989. Entrambe le squadre finirono la stagione regolare con il seed numero 4 della propria conference, rendendolo il primo Super Bowl della storia senza almeno una delle prime tre della propria conference.
È stata la prima volta nella storia in cui un Super Bowl è stato giocato mentre era in corso un'edizione dei Giochi olimpici: la cerimonia di apertura di Pechino 2022 si è tenuta il 4 febbraio, nove giorni prima della data stabilita per la partita.

## Processo di selezione dello stadio

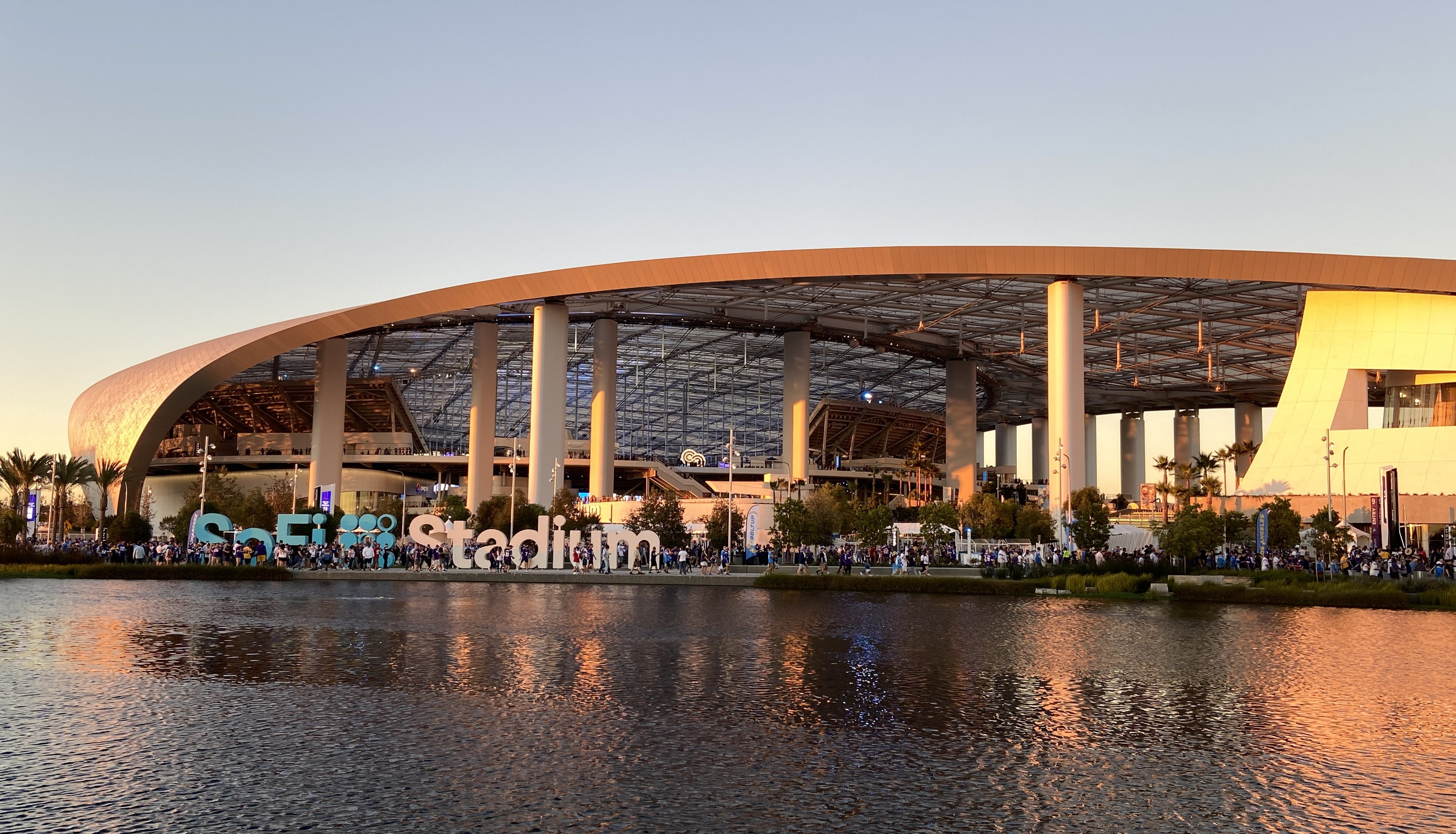
Il SoFi Stadium di Los Angeles teatro della cinquantaseiesima edizione del Super Bowl.

Il 19 maggio 2015 furono annunciate le quattro città finaliste per l'assegnazione del Super Bowl LIII, del Super Bowl LIV e del Super Bowl LV. Le votazioni avvennero il 24 maggio 2016: dopo che i primi due turni ebbero assegnato l'edizione 2019 ad Atlanta e la successiva a Miami, rimasero solo le seguenti candidate:
Il Super Bowl LVI fu il primo ad essere assegnato con la nuova procedura decisa dalla NFL: infatti, se fino all'edizione precedente le città interessate potevano presentare la propria proposta, per le finali dal 2022 in poi sarà la lega stessa a individuare una candidata, la quale dovrà poi redigere un piano per ospitare l'evento e sottoporlo al voto dei proprietari delle trentadue franchigie.
Nel caso specifico, Los Angeles era stata incaricata dell'organizzazione del Super Bowl LV durante le votazioni avvenute il 24 maggio 2016 che videro anche l'assegnazione del Super Bowl LIII al Mercedes-Benz Stadium di Atlanta e del Super Bowl LIV all'Hard Rock Stadium di Miami. Tuttavia, a causa di ritardi nella costruzione del SoFi Stadium dovuti alle pesanti precipitazioni abbattutesi sulla zona durante la prima parte del 2017, la città californiana fu costretta a rinunciare a ospitare la finalissima, che il 23 maggio dello stesso anno venne affidata al Raymond James Stadium di Tampa; contestualmente, seguendo il nuovo procedimento di cui sopra, la NFL decise di destinare a L.A. l'edizione successiva.

## Squadre

### Los Angeles Rams

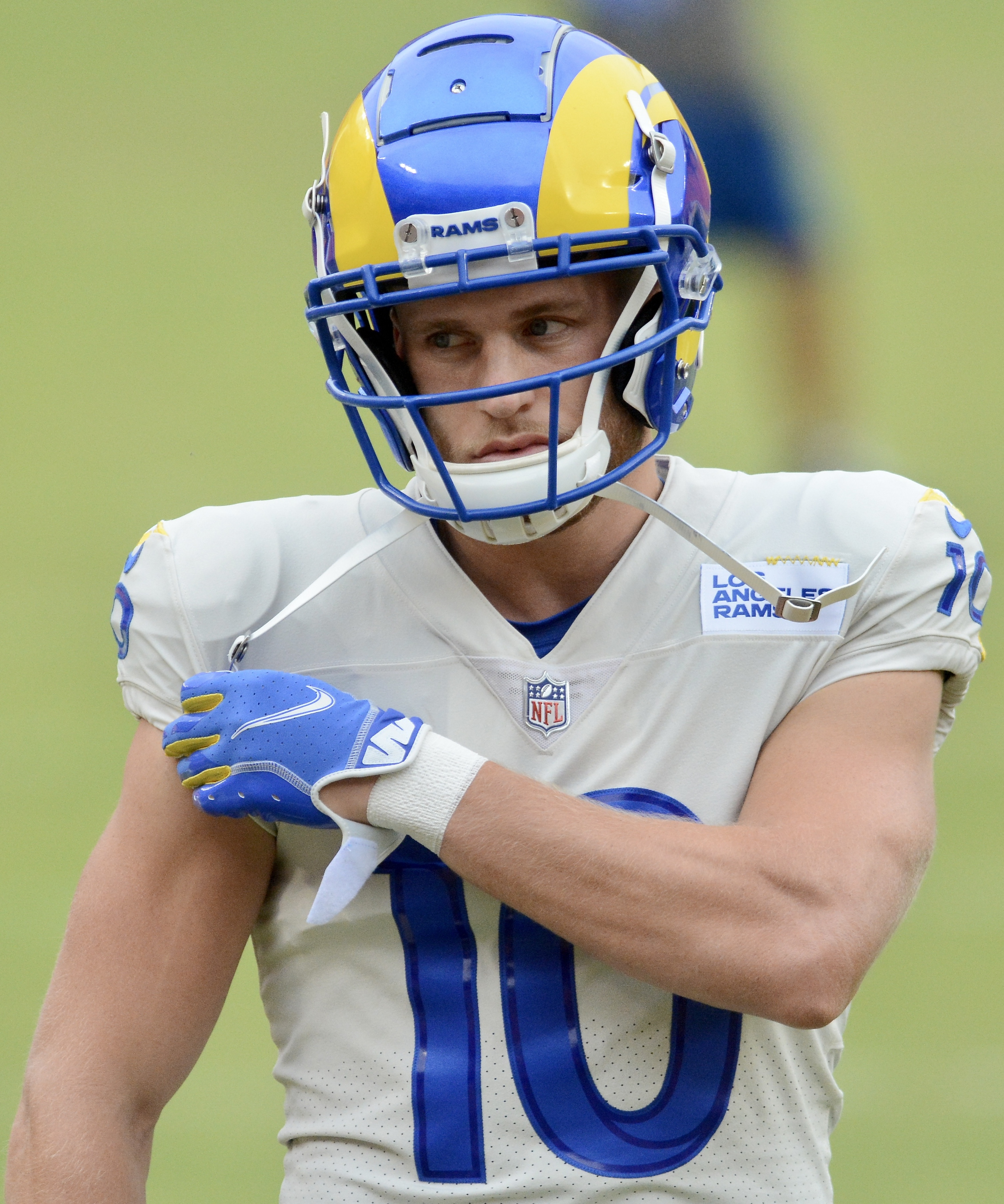
Cooper Kupp è stato il primo giocatore dal 2005 ad ottenere la tripla corona dei ricevitori

I Los Angeles Rams finirono la stagione regolare con un record di 12-5 sotto la direzione del capo-allenatore al quinto anno Sean McVay. Questa è stata la quinta loro apparizione al Super Bowl, la terza con sede a Los Angeles e la seconda con McVay. La franchigia ha un record di 1–3 nel Super Bowl prima della partita, avendo vinto il Super Bowl XXXIV nel 2000 come St. Louis Rams. La squadra vinse due titoli nell'era Pre-Super Bowl, il primo nel 1945 come Cleveland Rams e il secondo nel 1951 durante il primo periodo a Los Angeles.
Dopo avere perso il Super Bowl LIII nel 2019, il quarterback dei Rams Jared Goff soffrì un declino nella propria produzione offensiva, portando a una frattura tra Goff e McVay. Prima della stagione 2021, Goff, due scelte del primo giro e una scelta del terzo giro furono scambiate con i Detroit Lions per il quarterback Matthew Stafford. Stafford non era mai riuscito a vincere una gara di playoff in 12 stagioni con i Lions, ma stabilì quasi ogni record di franchigia per un quarterback ed era considerato più adatto all'attacco di Los Angeles. I Rams fecero un'altra acquisizione importante a metà stagione quando scambiarono una scelta del secondo e del terzo giro con i Denver Broncos per il linebacker Von Miller, otto volte Pro Bowler e MVP del Super Bowl 50. Poche settimane dopo, firmarono il wide receiver free agent Odell Beckham Jr., un tre volte Pro Bowler, dopo che era stato svincolato dai Cleveland Browns.
L'attacco dei Rams si classificò nono in yard guadagnate (6.325) e si trovò alla pari con i Bengals all'ottavo posto per punti segnati (460). Stafford stabilì i record in carriera in touchdown passati (41), percentuale di completamento (67,2) e (al di fuori della sua stagione accorciata per infortunio del 2019) passer rating (102,9), anche se guidò la lega in intercetti (17). Stabilì anche i record stagionali di franchigia per passaggi completati (404), tentati (601), yard passate (4.886), pareggiando il record di touchdown passati da Kurt Warner nel 1999. Il wide receiver Cooper Kupp divenne il quarto giocatore della storia della NFL ad ottenere la tripla corona guidando la lega in ricezioni (145), yard ricevute (1.947) e touchdown su ricezione (16). Le sue yard ricevute e ricezioni furono il secondo risultato di sempre, dietro a Calvin Johnson (che aveva lo stesso Stafford come quarterback) e Michael Thomas, rispettivamente. Kupp fu coadiuvato dal wide receiver Van Jefferson, che ebbe 50 ricezioni per 802 yard e 6 touchdown e dal tight end Tyler Higbee, con 61 ricezioni per 560 yard. Il wide receiver Robert Woods completò il corpo dei ricevitori con 45 ricezioni per 556 yard ma si infortunò gravemente nella settimana 9. La sua assenza fu compensata da Beckham, che ebbe 44 ricezioni per 537 yard e 5 touchdown. Il miglior corridore della squadra con 845 yard fu il running back Sony Michel, che fu acquisito dai New England Patriots dopo l'infortunio di Cam Akers al Tendine d'Achille. Akers fece ritorno nel roster attivo prima dei playoff. Il running back Darrell Henderson corse 688 yard ma subì un infortunio nella settimana 16. I Rams ebbero anche una linea offensiva di alto livello, guidata dal veterano di 16 stagioni Andrew Whitworth.
In difesa, i Rams si classificarono al 17º posto in yard concesse (5.863) e al 15º in punti subiti (372). Convocati per il Pro Bowl furono il defensive tackle Aaron Donald, che guidò la squadra con 12,5 sack, oltre a forzare 4 fumble e a mettere a segno 84 tackle, e il cornerback Jalen Ramsey, che guidò la squadra in intercetti (4). Il linebacker Leonard Floyd e Miller conclusero la stagione con 9,5 sack. La coppia di safety Taylor Rapp (4 intercetti, 81 placcaggi) e Jordan Fuller (108 placcaggi) mise a segno più tackle per la squadra. Dopo un infortunio nella stagione regolare che costrinse Fuller a saltare i playoff, Los Angeles firmò la safety Eric Weddle, ritirata da due stagioni. Negli special team, il nuovo arrivo, il placekicker Matt Gay, fu convocato per il Pro Bowl dopo avere guidato la lega in percentuale di trasformazione dei field goal (94,1).

### Cincinnati Bengals

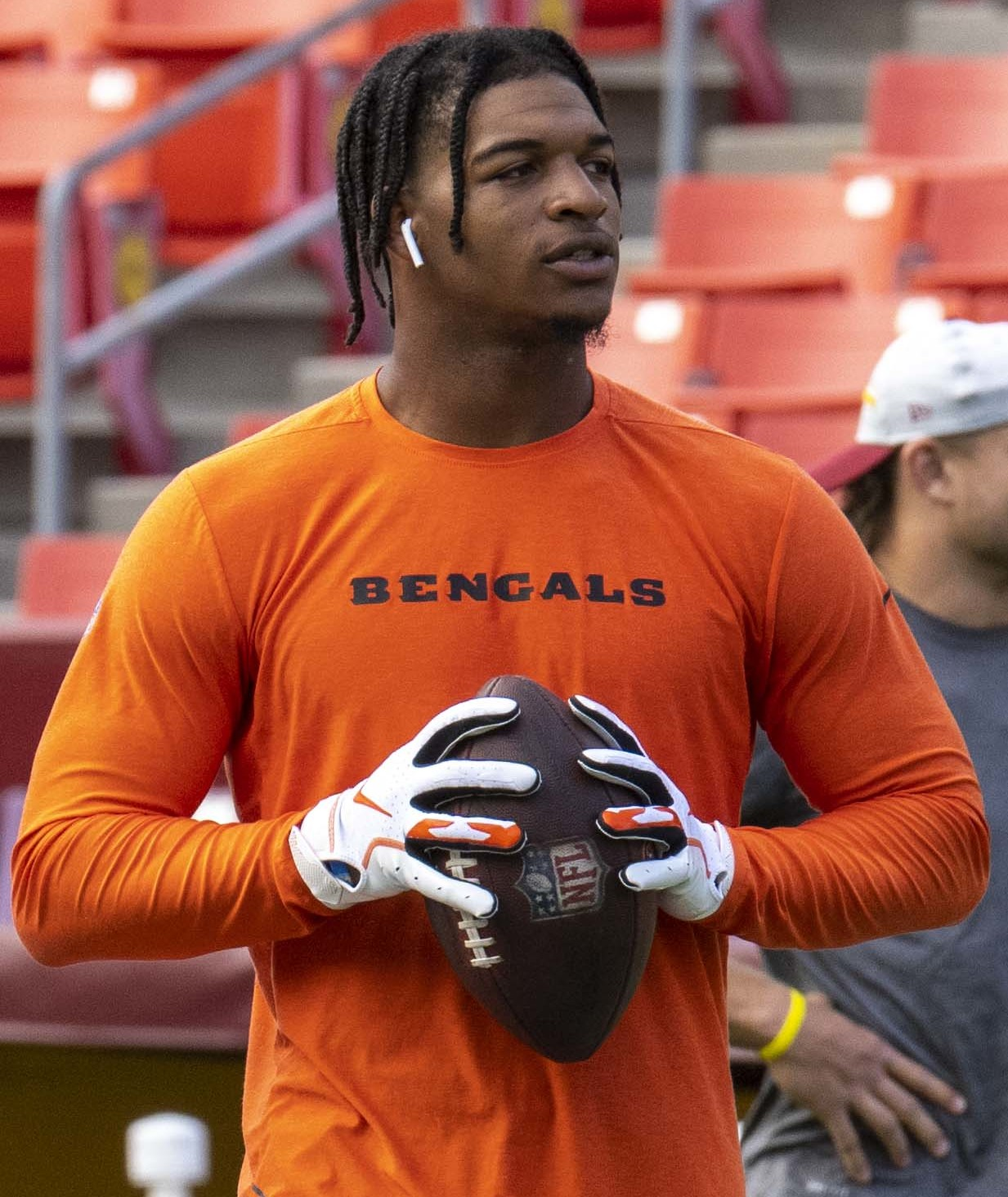
Ja'Marr Chase ha stabilito diversi record di ricezione per un rookie e per la propria squadra

I Bengals conclusero la stagione con un bilancio di 10-7 sotto la direzione del capo-allenatore al terzo anno Zac Taylor. Questa è stata la loro terza apparizione al Super Bowl dopo il Super Bowl XVI del 1982 e il Super Bowl XXIII del 1989. Sconfitta in entrambi i casi dai San Francisco 49ers guidati da Joe Montana, la franchigia ebbe modesto successo negli anni successivi. Essa non vinceva una gara di playoff dalla stagione 1990, la più lunga striscia negativa all'epoca negli sport nordamericani.
All'inizio della stagione 2021, era considerato improbabile che i Bengals raggiungessero il Super Bowl. Le precedenti tre stagioni erano finiti all'ultimo posto nella AFC North e non raggiungevano i playoff dal 2015. Cincinnati due anni prima aveva avuto anche il peggior record della lega con 2–14 durante la prima stagione di Taylor. Ciò portò a guadagnare la prima scelta assoluta nel Draft NFL 2020, che utilizzarono per scegliere il quarterback vincitore dell'Heisman Trophy Joe Burrow. Burrow ebbe dei numeri positivi da rookie, ma vinse solo due partite prima che la sua stagione fosse interrotta da un infortunio nella settimana 10 e la squadra chiuse la stagione con un record di 4-11-1. Nel draft successivo, Cincinnati usò la sua quinta scelta assoluta per il wide receiver Ja'Marr Chase, che era stato compagno di Burrow a LSU. La squadra scelse anche il placekicker Evan McPherson nel quinto giro. In difesa i Bengals firmarono il defensive end Trey Hendrickson con un contratto quadriennale da 60 milioni di dollari.
I ricongiungimento di Burrow e Chase portò nuovo successo ai Bengals, il cui attacco passò dal 29º posto in yard guadagnate (5.116) e punti segnati (311) nella stagione precedente al 13º in yard (6.145) e all'ottavo in punti segnati (460). Nella sua prima stagione completa, Burrow guidò la lega in percentuale di completamento dei passaggi (70,4) e yard medie per tentativo (8,9), malgrado l'avere anche guidato la lega in sack subiti (51). Stabilì i record di franchigia in yard passate (4.611) e touchdown (34), oltre che il primato del club per yard passate in una partita (525). Chase ricevette 81 passaggi, fu quarto nella lega in yard ricevute (1.455) e terzo in touchdown su ricezione (13), in entrambi i casi leader della AFC. Le sue yard ricevute furono il massimo per un rookie nell'era Super Bowl, secondo solo Bill Groman nella stagione inaugurale della American Football League (AFL), e stabilì il record per un debuttante di yard ricevute in una partita (266). Compagno di Chase fu il wide receiver Tee Higgins, che ricevette 74 passaggi per 1081 yard e 6 touchdown, rendendo i Bengals una delle sole cinque squadra con due ricevitori sopra le mille yard. Il wide receiver Tyler Boyd ebbe 67 ricezioni per 828 yard e 5 touchdown. Il tight end C.J. Uzomah, che aveva perso la maggior parte della stagione precedente per un infortunio al tendine, stabilì i nuovi primati personali in ricezioni (49), yard ricevute (493) e touchdown (5). Il running back convocato per il Pro Bowl Joe Mixon fu terzo in yard corse (1.205) e quarto in touchdown su corsa (13), oltre ad altri tre segnati su ricezione.
La difesa di Cincinnati fu 18ª in yard concesse (5.964) e 17ª in punti concessi (376). Hendrickson fu quinto in sack (14), forzando anche tre fumble e guadagnando la sua prima convocazione al Pro Bowl. Accanto a Hendrickson nella linea difensiva vi furono il defensive end Sam Hubbard, che totalizzò 7,5 sack e 62 tackle, il defensive tackle Larry Ogunjobi, con 7 sack e 49 tackle, e il defensive tackle B.J. Hill, ebbe 5,5 sack e 50 placcaggi. Il linebacker Logan Wilson guidò la squadra in intercetti (4) e tackle totali (100), mentre la safety Jessie Bates ebbe il maggior numero di tackle solitari (62). McPherson, che fu inserito nella formazione ideale dei rookie da PFWA, stabilì i record di franchigia per field goal da almeno 50 yard segnati in una stagione (9) e più lungo field goal segnato (58).

## Tabellino

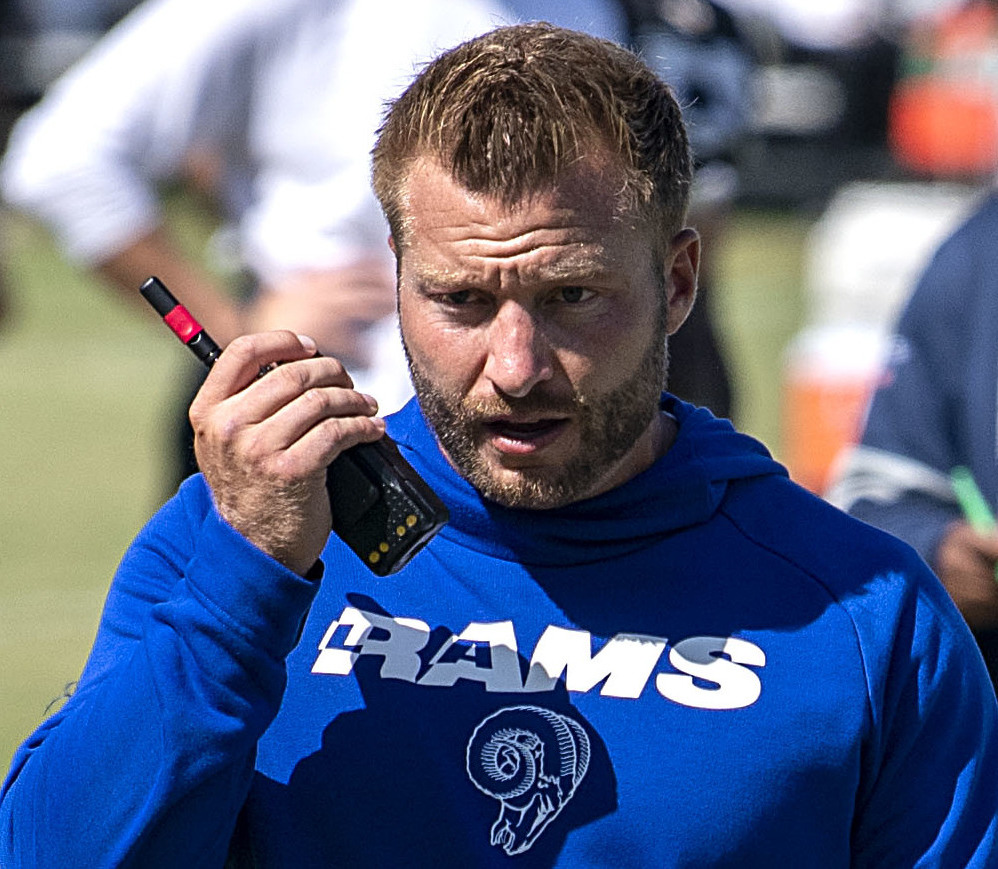
Il coach dei Los Angeles Rams Sean McVay